# Liste der Naturdenkmale in Nagold
| Naturdenkmale | Anzahl |
| ------------- | ------ |
| FND           | 3      |
| END           | 1      |
| Gesamt        | 4      |

Die Liste der Naturdenkmale in Nagold nennt die verordneten Naturdenkmale (ND) der im baden-württembergischen Landkreis Calw liegenden Stadt Nagold. In Nagold gibt es insgesamt vier als Naturdenkmal geschützte Objekte, davon drei flächenhafte Naturdenkmale (FND) und ein Einzelgebilde-Naturdenkmal (END).
Stand: 1. November 2016.

## Flächenhafte Naturdenkmale (FND)
| Name                                 | Bild | Kennung     | Einzelheiten | Position | Fläche Hektar | Datum         |
| ------------------------------------ | ---- | ----------- | ------------ | -------- | ------------- | ------------- |
| Feuchtgebiet Lehenäcker (Nr. 334)    | BW   | 82350460003 | Nagold       | ⊙        | 1,0           | 29. Juli 1986 |
| Krautbühl, Fürstengrabhüge (Nr. 152) |      | 82350460001 | Nagold       | ⊙        | 0,2           | 29. Okt. 1952 |
| Mittleres Bergle (Nr. 337)           |      | 82350460004 | Nagold       | ⊙        | 1,5           | 9. Nov. 1994  |
| Legende für Naturdenkmal             |      |             |              |          |               |               |

## Einzelgebilde (END)
| Name                        | Bild | Kennung     | Einzelheiten | Position | Fläche Hektar | Datum         |
| --------------------------- | ---- | ----------- | ------------ | -------- | ------------- | ------------- |
| 3 Eisberg-Pappeln (Nr. 327) |      | 82350460002 | Nagold       | ⊙        | 0,0           | 14. Feb. 1961 |
| Legende für Naturdenkmal    |      |             |              |          |               |               |